# Åkersjön, Krokoms kommun
Åkersjön (jämtska: Åckersjön) är en by i Föllinge socken, Krokoms kommun i Jämtland, och även namnet på den sjö som byn ligger vid. Byn består av ett mindre antal året runt-bostäder och en mängd fritidshus. Övriga byar runt Åkersjön är Högrun, Dal samt Vallrun. 

## Historia
De fyra första gårdarna i Åkersjön odlades upp av inflyttade från grannsocknen Offerdal. År 1777 fick de fyra nybyggarna tillstånd av landshövdingeämbetet i Sundsvall. Åkersjön kom att utvecklas till en by med ett flertal bondgårdar. I början av 1900-talet byggdes ett mejeri i byn på initiativ av disponent Nils Zetterström. 
I början av 1930-talet började skidresor att anordnas till Åkersjön. Omkring 1940 startades pensionat i grannbyn Bakvattnet, och i slutet på 1950-talet startades turistverksamhet i Åkersjön, bland annat på fjället Önrun. 
På 1880-talet uppfördes Åkersjöns skola. Den var i drift fram till 1945, och 1950 invigdes en ny skola. År 1964 stängdes skolan eftersom antalet i elever i byn blev för litet. 
I början på 1970-talet byggdes kapellet Åkersjöns kapell. Predikstol och dopfunt är tillverkade av granar från byn. Madonnan i kapellet har skurits och skänkts av en italiensk längdskidåkare som tränat i Åkersjön.

## Fäbodar
Runt Åkersjön fanns tidigare 42 fäbodar som brukades av bönder från olika jämtlandssocknar: Brunflo, Frösön, Rödön, Ås, Alsen, Näskott och Offerdal. Under 1700-, 1800- och början av 1900-talen vandrade bönderna med sina kor, getter och får till fäbodarna mellan Landösjön och Åkersjön. År 1918 fanns 1 585 kor på fäbodvallarna i området, men fäboddriften minskade därefter i betydelse och upphörde helt under 1960-talet.

## Näringsliv
Turismen är dominerande verksamhet i byn och ett fjällhotell står för en stor del av den service som finns att tillgå. Förutom hotellet finns en fjällservicebutik, ett gästgiveri och camping. Turismen runt Åkersjön är framförallt beroende av den omfattande snöskoterturismen, där några av arrangemangen är Snöskoterns Julafton i början av året, samt Veteranrallyt som äger rum runt påsk. Skidbackarna ligger i skyddad skogsterräng nära Åkersjöns by, och är en naturlig startpunkt även för preparerade skidspår och skoterleder. Backarna delar på en drygt 1500 meter lång släplift, och den totala fallhöjden är c:a 250 meter. Längs Åkerån finns flera fiskesträckor, exempelvis Kallforsen, Lill- och Stor-Skäldret samt sträckorna i höjd med Kolarkojan, och främst är det öring som går att fånga.